# Thrixspermum collinum
Thrixspermum collinum är en orkidéart som beskrevs av Rudolf Schlechter. Thrixspermum collinum ingår i släktet Thrixspermum och familjen orkidéer. Inga underarter finns listade i Catalogue of Life.